# Toríbio de Mongrovejo
Toríbio de Mongrovejo ou Turíbio de Mongrovejo (Mayorga, Valladolid, 18 de novembro de 1538 — Saña, Peru, 1606) foi um prelado da Igreja Católica espanhol, arcebispo de Lima, hoje venerado como santo.

## Hagiografia
Estudou Direito nas Universidades de Coimbra e Salamanca. O rei Felipe II o nomeou juiz supremo da Tribunal da Santa Inquisição em Granada, no sul da Espanha.
Embora fosse leigo, seu conhecimento teológico e sua piedade fizeram com que fosse nomeado arcebispo de Lima, no Peru, em 1579, pelo Papa Gregório XIII. Recebeu as ordens menores, foi ordenado sacerdote em 1578 e recebeu a sagração episcopal em 23 de agosto de 1580, por Dom Cristóbal Rojas Sandoval, arcebispo de Sevilha, e chegou ao porto de Paita, Piura, em março de 1581 e partiu para Lima. Ele ingressou na capital do Peru em 12 de maio do mesmo ano.
Aí revelou grande preocupação com a população indígena e verdadeiro benfeitor dos índios. Ele dedicou 17 de seus 25 anos como bispo às visitas pastorais. Ele celebrou 13 sínodos e fundou o primeiro Seminário da América em Lima (1591).
Compreendeu o seu ministério episcopal como evangelizador e catequista. Fazendo eco a Tertuliano, gostava de repetir: «Cristo é verdade, não costume». Reiterava-o sobretudo em relação aos conquistadores que oprimiam os índios em nome de uma superioridade cultural e aos sacerdotes que não tinham coragem de defender a sorte dos mais pobres. Missionário incansável, percorria os territórios da sua Igreja, procurando sobretudo os indígenas para lhes anunciar a Palavra de Deus com uma linguagem simples e facilmente acessível. Nos seus vinte e cinco anos de episcopado organizou Sínodos diocesanos e provinciais, fez-se catequista, com a produção dos primeiros catecismos para os indígenas da América do Sul, em língua espanhola, em quéchua e em aymara. 
Aos sessenta e oito anos, adoeceu em Pacasmayo, ao norte de Lima, partiu para a cidade de Zaña e fez seu testamento no qual deixava seus pertences para seus servos e o restante de suas propriedades para os pobres.
Seu processo de canonização foi iniciado de imediato após sua morte, com o reconhecimento de suas virtudes heróicas. Foi beatificado em 28 de junho de 1679 pelo Papa Inocêncio XI, mediante sua Bula Laudeamus e canonizado em 10 de dezembro de 1726 pelo Papa Bento XIII, mediante sua Bula Quoniam Spiritus.
A sua obra de evangelização deu frutos inesperados com milhares de índios que chegaram à fé, tendo encontrado Cristo na caridade do Bispo. Foi ele a conferir o sacramento da Confirmação a dois santos daquela Igreja: Martinho de Porres e Rosa de Lima. Em 1983, São João Paulo II proclamou-o patrono do Episcopado latino-americano. Assim, é sob a proteção deste grande catequista que se coloca também o novo Diretório para a Catequese.